# Ökolandbau-Forschung
Die Ökolandbau-Forschung ist die wissenschaftliche Erschließung der Ressourcen, Produktions-, Rahmen- und Vermarktungsbedingungen im Bereich der ökologischen Landwirtschaft.

## Ökolandbau-Forschung in Deutschland
Der Chemiker Ehrenfried Pfeiffer versuchte schon 1921 mit naturwissenschaftlichen Methoden die Wirkung von biodynamischen Präparaten zu beweisen und gilt somit, zusammen mit der Naturwissenschaftlerin Lili Kolisko, die mit Topfversuchen am gleichen Wirkungsnachweis arbeitete, als Pionier der Ökolandbau-Forschung.
Die Agrarwissenschaftlerin Eve Balfour startete 1939 den ersten gesamtbetrieblichen Vergleich von verschiedenen Landbausystemen.
1950 wurde in Darmstadt das Institut für biologisch-dynamische Forschung als erstes ökologisches Forschungsinstitut gegründet.  1973 folgte dann das Forschungsinstitut für biologischen Landbau (FiBL) in der Schweiz, das heute weltweit bekannt ist. Das FiBL internationalisierte und vernetzte die Ökolandbau-Forschung u. a. durch Wissenschaftskonferenzen der 1972 ins Leben gerufenen Internationalen Vereinigung ökologischer Landbaubewegungen (IFOAM).
1981 wurde die erste Professur für Ökolandbau in Witzenhausen (Universität Kassel/Witzenhausen) eingerichtet, gefolgt vom Institut für Organischen Landbau der Rheinischen Friedrich-Wilhelms Universität Bonn (1990).
Am Standort Witzenhausen der Universität Kassel wurde 1996 der bis heute bundesweit einmalige Studiengang „Ökologische Agrarwissenschaften“ eingerichtet. Nach und nach sind über 20 Professuren und Koordinationsstellen für ökologischen Landbau an verschiedenen Universitäten geschaffen worden.

### Staatliche Forschung
Die gesamte Agrarressortforschung 2013 wird vom Bundesministerium für Ernährung, Landwirtschaft und Verbraucherschutz (BMELV) mit 494 Millionen Euro finanziert, für 2014 sind rund 509 Millionen Euro vorgesehen. Davon gehen nur rund 2,2 Prozent in die Forschung zum Ökolandbau.
Die institutionellen universitären Forschungsstrukturen sehen wie folgt aus: Es gibt eine Fakultät für Ökolandbau (Universität Kassel/Witzenhausen), zwei Studiengänge „Ökolandbau“ (Universität Kassel/Witzenhausen, FH Eberswalde) sowie Einzel-Professuren an weiteren Hochschulen.
Im Jahr 2000 wurde das Bundesforschungsinstitut für Ökologischen Landbau (jetzt Thünen-Institut) in Trenthorst (Schleswig-Holstein) gegründet, das allerdings eines der kleinsten der insgesamt 49 Ressortforschungsinstitute ist.
Die damalige rot-grüne Bundesregierung hat 2001 ein eigenes Bundesprogramm Ökologischer Landbau (BÖL) etabliert, das u. a. zur Finanzierung der Ökolandbau-Forschung dient. 2011 wurde dieses Programm jedoch um einen Zusatz erweitert und heißt seitdem Bundesprogramm Ökologischer Landbau und andere Formen nachhaltiger Landbewirtschaftung (BÖLN). Damit dient es nicht mehr ausschließlich der Förderung von Projekten im Ökolandbau.

### Privatwirtschaftliche Forschung
Neben der Ressortforschung gibt es zahlreiche privatwirtschaftliche Forschungseinrichtungen und Stiftungen, die auf diesem Gebiet tätig geworden sind, z. B. die Stiftung Ökologie & Landbau (SÖL), das FiBL (mit Hauptsitz in der Schweiz und weiteren Ablegern in Deutschland und Österreich) oder der Forschungsring für Biologisch-Dynamische Wirtschaftsweise (ehemals: Institut für biologisch-dynamische Forschung).

### Wissenstransfer und Programme
In Deutschland finden seit 2004 jährlich rund 400 Wissenstransfer-Veranstaltungen statt, mit dem Ziel, Forschungsergebnisse in die Praxis zu bringen. Dies zeigt die Bedeutung und den Bedarf der Ökolandbau-Forschung. In einer Datenbank des Bund Ökologische Lebensmittelwirtschaft (BÖLW) kann recherchiert werden, welchen Forschungsbedarf die Praktiker sehen.
Seit 1991 treffen sich die Hauptakteure der Ökolandbau-Forschung alle zwei Jahre an wechselnden Orten zur Wissenschaftstagung Ökologischer Landbau. Die Tagung ermöglicht neben der Vorstellung aktueller wissenschaftlicher Ergebnisse auch eine Debatte über die Situation des Ökolandbaus und die Problemlösungsansätze der Wissenschaft, des Marktes und der Politik. Organisatoren dieser Tagung sind die landwirtschaftlichen Universitäten und die Stiftung Ökologie & Landbau.

## Ökolandbau-Forschung in Europa
In vielen europäischen Ländern wird der Ökolandbau seit einigen Jahrzehnten gefördert. So investierte z. B. Dänemark zwischen 1996 und 2010 in das Programm DARCOF, die Niederlande fördern seit 2000 die Ökolandbauforschung jährlich mit 10 Millionen Euro und Frankreichs Institut National de la Recherche Agronomique (INRA) unterstützte seit 1999 das Forschungsprogramm AgriBio mit fünf Millionen Euro. Ähnliche Investitionen werden in Italien getätigt. In Österreich forschen die Veterinärmedizinische Universität Wien und die Universität für Bodenkultur Wien (BOKU) sowie das Lehr- und Forschungszentrum Raumberg-Gumpenstein mit einem geschätzten Etat von über 15 Millionen Euro.

### TPorganics
2007 wurde die europäische Technologie-Plattform „Organics“ (kurz TPorganics) initiiert mit dem Ziel, die Bedürfnisse des Biosektors im Bereich der Forschung zu bündeln und gegenüber Geldgebern und Politik-Verantwortlichen besser vertreten zu können. TPorganics wird durch rund 20 europäische Dachorganisationen und 18 Unternehmen sowie durch nationale Ministerien unterstützt. Die Initiative entstand aus der Zusammenarbeit zwischen der IFOAM-EU-Regionalgruppe und der Internationalen Gesellschaft der Forschung im ökologischen Landbau (ISOFAR), unterstützt durch das FiBL. Im Dezember 2008 veröffentlichte die Plattform eine „Forschungsvision für die ökologische Land- und Lebensmittelwirtschaft 2025“. Darauf aufbauend wurde 2009 unter Einbeziehung zahlreicher Akteure die strategische Forschungsagenda entwickelt unter Beteiligung von über 300 Akteuren aus Forschung, Beratung, Praxis, Wirtschaft und weiteren Organisationen. Dabei wurden wesentliche Forschungsthemen zur ökologischen Land- und Lebensmittelwirtschaft identifiziert und nach Prioritäten sortiert. Darauf aufbauend wurde ein Aktionsplan mit konkreten Umsetzungsvorschlägen entwickelt.

### Forschungsprogramm CORE Organic
Im Rahmen des ERA-NET Programms zur Förderung der grenzüberschreitenden Kooperation und Koordination nationaler Forschungsprogramme wurde 2004 die CORE Organic Initiative ins Leben gerufen. Ziel der Initiative ist die Stärkung der europäischen Forschung zum Ökolandbau. Um vorhandene Ressourcen besser ausschöpfen zu können, sollen nationale und regionale Forschungsprogramme zum Ökolandbau stärker vernetzt werden.  Hierzu werden Forschungsfelder identifiziert und gefördert, bei denen eine transnationale Kooperation sinnvoll erscheint. Unter Beteiligung von elf Mitgliedstaaten wurden zwischen 2007 und 2011 acht transnationale Forschungsvorhaben aus den Bereichen Tiergesundheit, Lebensmittelqualität und Marketing mit einem Gesamtbudget von 8,3 Millionen Euro realisiert. 2010 startete das Nachfolgeprogramm CORE Organic II unter Beteiligung von 21 Mitgliedsstaaten. Das Gesamtbudget von diesmal 15 Millionen Euro wurde zur Förderung von 14 Forschungsvorhaben eingesetzt.

### Forschungsrahmenprogramm
Die Europäische Union bündelt ihre Förderprogramme zu Forschung und Entwicklung in Forschungsrahmenprogrammen. Die Rahmenprogramme geben Themenbereiche vor, zu denen Forschungseinrichtungen Projektvorschläge einreichen und sich um Fördergelder bewerben können. Auch zahlreiche Projekte mit Bezug zum Ökolandbau wurden auf diese Weise realisiert. Im derzeitigen siebten Forschungsrahmenprogramm (2007–2013) geschieht dies hauptsächlich über den Themenbereich „Ernährung, Landwirtschaft, Fischerei, Biotechnologie“. Die von der EU für Forschung zum Ökolandbau bereitgestellten Mittel stiegen dabei von anfangs wenigen 100.000 Euro jährlich auf derzeit ca. zehn Millionen Euro pro Jahr. Das bislang größte über das Forschungsrahmenprogramm geförderte Projekt zum Ökolandbau „QualityLowInputFood“ wurde mit 12 Millionen Euro bezuschusst.

### Innovationen
Im Zuge des Wirtschaftsprogrammes EUROPA 2020 wurde 2012 die „Europäische Innovationspartnerschaft für landwirtschaftliche Produktivität und Nachhaltigkeit“ ins Leben gerufen. Sie verfolgt das Ziel, landwirtschaftliche Produktivitätszuwächse auf Basis nachhaltiger und ressourcenschonender Bewirtschaftungsformen sicherzustellen. Entsprechend wurden zwei Kernziele festgelegt, die bis 2020 erreicht werden sollen:
- Der Trend sinkender Produktivitätszuwächse in der Landwirtschaft soll umgekehrt werden.
- Als Indikator für nachhaltige Bewirtschaftung soll die Funktion des Bodens auf einem zufriedenstellenden Niveau gehalten werden.

Um dies zu erreichen, hält die Europäische Union stärkere Innovationsanstrengungen für unabdingbar. Die Innovationspartnerschaft zielt daher darauf ab, die verschiedenen Akteure im Bereich der landwirtschaftlichen Forschung und Praxis besser zu vernetzen und hierdurch einen schnelleren Technologietransfer von Wissenschaft in Praxis zu gewährleisten. Im Rahmen der Innovationspartnerschaft wurde auch eine Fokusgruppe „Ökologische Landwirtschaft“ eingerichtet, die sich mit Möglichkeiten zur Optimierung von Ernteerträgen im ökologischen Landbau beschäftigen soll.

## Ökolandbau-Forschung international

### ISOFAR
2003 wurde in Berlin die Internationale Wissenschaftliche Gesellschaft der Forschung für den Ökolandbau (ISOFAR) gegründet. Es können nur Privatpersonen (Forscher) Mitglied werden. Ziel von ISOFAR ist es, Wissenschaftlern, die sich mit dem Thema ökologischer Landbau forschend befassen (möchten), eine Plattform für Information und Kommunikation zu bieten, die unabhängig und rein wissenschaftlich ausgerichtet ist. ISOFAR hat rund 170 aktive und mehr als 900 passive Mitglieder in fast 100 Ländern. Dem Gründungspräsidenten Ulrich Köpke folgend, ist seit 2011 Sang Mok Sohn, Professor an der Dankook Universität Südkorea, Präsident der Organisation. ISOFAR organisiert den wissenschaftlichen Teil des alle drei Jahre stattfindenden Weltkongresses zum Ökologischen Landbau (World Organic Congress) der IFOAM und gibt die Tagungsbände der International Scientific Conference von ISOFAR, sowie das Fachjournal Organic Agriculture heraus.

### TIPI
Auf der BioFach 2013 wurde die Technologie-Innovations-Plattform der Internationalen Vereinigung Biologischer Landbaubewegungen IFOAM gegründet (Technology Innovation Platform of IFOAM - TIPI). Ziel von TIPI ist es, Forschung und Innovationen im ökologischen Landbau auf internationaler Ebene voranzubringen und die beteiligten Akteure besser zu vernetzen. Dabei soll der Austausch sowohl zwischen den Forschenden als auch zwischen Forschung und Praxis verbessert werden. Zunächst soll eine gemeinsame Forschungsstrategie entwickelt werden. Präsident ist Urs Niggli, Direktor des Schweizer FiBL.

## Zeitschriften
- Organic Agriculture. (peer-reviewed, englisch)
- Ökologie & Landbau. (deutsch)